# Pontile di Ostia

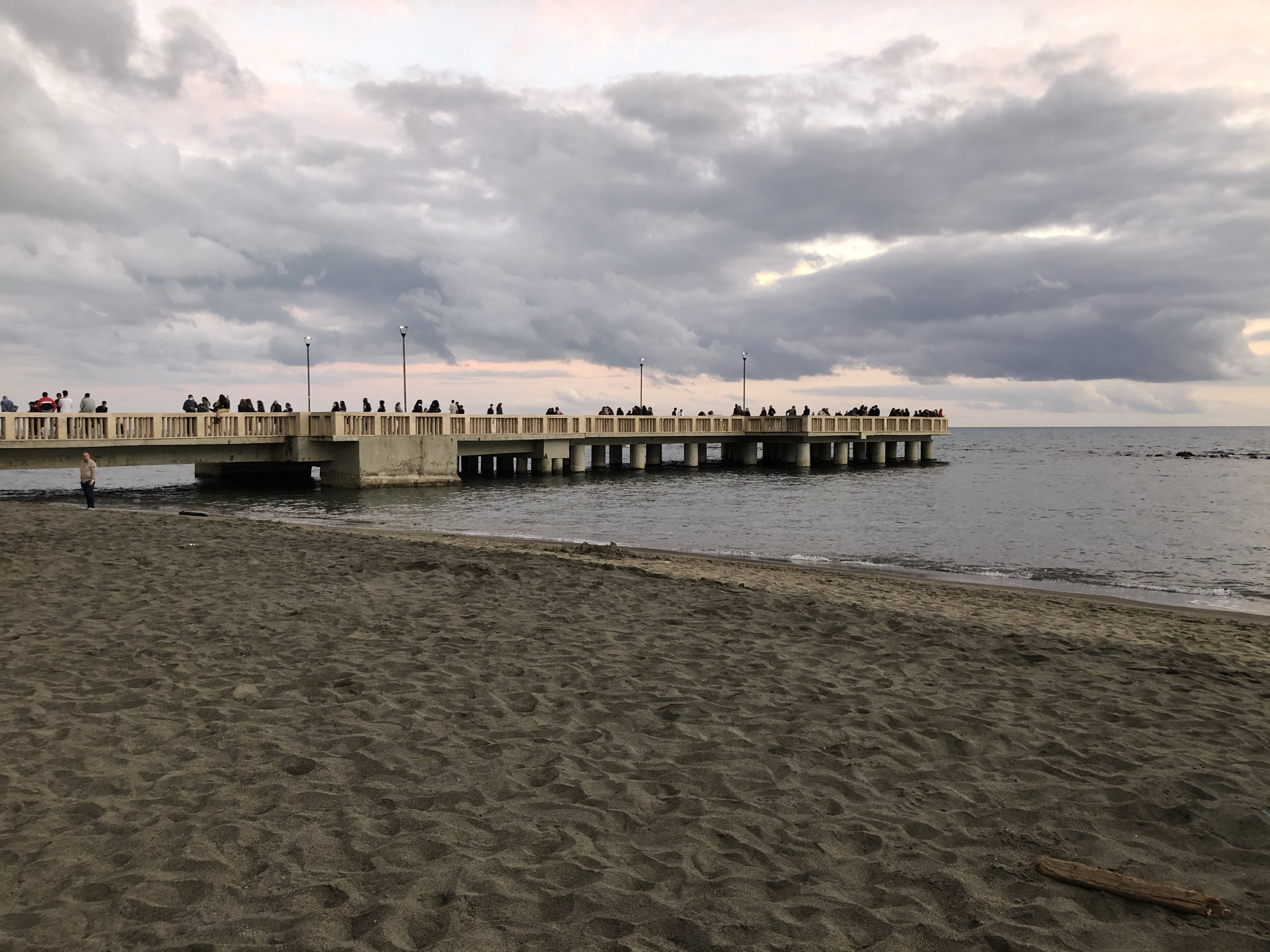
Vista dalla spiaggia

Il Pontile di Ostia, situato nella zona costiera di Roma Capitale è un simbolo del litorale romano. Inaugurato il 27 ottobre 1940, è stato in seguito ricostruito  più volte, l'ultima delle quali nel 1982. Esso è situato sul lungomare di Ostia, collegato con la rotonda a mare e affiancato a Piazza Anco Marzio.

## Storia
Il lido di Ostia si caratterizzò fin dall'inizio per la costruzione di strutture atte alla ricezione dei bagnanti, i celebri stabilimenti dalle particolari architetture costruiti in quel periodo (Rex, Vecchia Pineta, Plinius) traevano chiara ispirazione dal mondo marittimo, ricordando nelle forme le tolde delle navi, i pennoni e gli oblò (siamo nel periodo del modernismo); l'ampio lungomare e le terrazze consentivano ai turisti di poter passeggiare e vedere il mare da più affacci. In questo contesto si inserisce la costruzione del Pontile, che fu il terzo in ordine cronologico dopo quello dello stabilimento Roma e quello dello stabilimento Plinius (progetto dell'Arch. Leopoldo Botti) e unico nel suo genere, era rivestito di travertino bianco. Il Pontile rappresentava idealmente la fine della Via Del Mare che partiva da Roma Capitale, che fu la prima strada completamente illuminata d'Italia. 
Durante il periodo fascista Ostia ospitò numerose volte Mussolini, che la usava sia come vetrina con i Capi di stato stranieri sia per le sue gite di "piacere". Ostia ed i suoi simboli costituiscono un osservatorio importante e singolare del periodo tra le due guerre. Il Pontile e le architetture presenti sul lungomare, si ricollegano allo stile Razionalista Italiano in voga in quel periodo.
Nel settembre del 1943 Ostia venne bombardata dai tedeschi in ritirata, che fecero prima evacuare gli Ostiensi, per poi distruggere tutte quelle strutture che potevano fungere da approdo per le navi Americane ed Inglesi, neanche il Pontile fu risparmiato e venne distrutto in larga parte, risultando successivamente sezionato in 3 parti. Insieme a lui venne distrutto anche il secondo pontile, quello dello stabilimento Roma che si trovava a poche centinaia di metri. Dopo la fine della guerra fu ricostruito in tutto il suo splendore e riaperto all'inizio degli anni '50. (https://www.litoraleonline.it/pontile-di-ostia/)

## Descrizione
Inaugurato il 27 ottobre del 1940, aveva una larghezza di 6 metri e una lunghezza di 62 metri. Era disposto per una parte sulla terra e per una parte su una piattaforma sul mare. Per quanto riguarda la parte a terra, costruita su pilastri di 0,50 x 0,50 con interasse di m.6 presentava un emiciclo che era direttamente collegato con la rotonda sul mare. La parte sul mare era retta da pali in cemento armato di lunghezze variabili, tra i m. 9 e i m. 12, erano di sezione quadrata di m.033 x 0.33. Questi pali furono affondati tramite un maglio elettrico coordinato all'azione dell'acqua sotto pressione. Era stata costruita anche una piattaforma sul mare che circondava la grande rotonda e dalle quali partivano delle scalette che portavano in acqua.

### Stabilimento Balneare Roma
Era possibile accedere al pontile direttamente dalla terrazza (a terra) dello Stabilimento balneare Roma. Esso fu aperto il 10 agosto 1940 e fu fatto costruire per la volontà della Società Elettro Ferrovia Italiana, che ne deteneva anche la proprietà. Venne realizzato su progetto dell'architetto Giovanni Battista Milani e rappresentava il punto di ritrovo più elegante della spiaggia romana, utilizzato dallo stesso governo, frequentato da famiglie della Roma bene e dallo stesso Mussolini. Era composto di due edifici principali; il lungo pontile era utilizzato anche come collegamento tra la rotonda e lo stabilimento. La novità dello stabilimento sta nel fatto che venne realizzato in muratura anziché in legno, come era in uso in quegli anni.

## Cultura
Le scene iniziali del film Amore tossico (Claudio Caligari, 1983) si svolgono sul Pontile di Ostia.